# جاردنر مولوي
جاردنر مولوي (بالإنجليزية: Gardnar Mulloy)‏ (مواليد 22 نوفمبر 1913 في واشنطن العاصمة - 14 نوفمبر 2016)، هو لاعب كرة مضرب أمريكي سابق بدأ مسيرته كمحترف سنة 1934 وكان يلعب باليد اليمنى، اعتزل اللعب في 1969. كما أنه أحد أبطال الجراند سلام. أعلى تصنيف له في الفردي كان المركز الـ 6 في سنة 1947.

## بطولات حققها
- بطولة ويمبلدون

## النهائيات

### الفردي (الوصافة 1)
| الحصيلة | السنة | الدورة                    | المنافس في النهائي | النتيجة في النهائي |
| ------- | ----- | ------------------------- | ------------------ | ------------------ |
| الوصافة | 1952  | البطولة الوطنية الأمريكية | فرانك سيدجمان      | 1–6, 2–6, 3–6      |

### الزوجي (الألقاب 5, الوصافة 9)
| الحصيلة | السنة | الدورة                    | الشريك      | المنافس في النهائي          | النتيجة في النهائي        |
| ------- | ----- | ------------------------- | ----------- | --------------------------- | ------------------------- |
| الوصافة | 1940  | البطولة الوطنية الأمريكية | واين سابين  | جاك كرامر تيد شرودر         | 7–6, 4–6, 2–6             |
| الوصافة | 1941  | البطولة الوطنية الأمريكية | هنري بروسوف | جاك كرامر تيد شرودر         | 4–6, 6–8, 7–9             |
| الفوز   | 1942  | البطولة الوطنية الأمريكية | بيل تالبرت  | تيد شرودر سيدني وود         | 9–7, 7–5, 6–1             |
| الفوز   | 1945  | البطولة الوطنية الأمريكية | بيل تالبرت  | بوب فالكينبورج جاك تورو     | 12–10, 8–10, 12–10, 6–2   |
| الفوز   | 1946  | البطولة الوطنية الأمريكية | بيل تالبرت  | دون ماكنيل فرانك غيرنسي     | 3–6, 6–4, 2–6, 6–3, 20–18 |
| الوصافة | 1948  | ويمبلدون                  | توم براون   | جون بروميتش فرانك سيدجمان   | 7–5 5–7, 5–7, 7–9         |
| الفوز   | 1948  | البطولة الوطنية الأمريكية | بيل تالبرت  | فرانك باركر تيد شرودر       | 1–6, 9–7, 6–3, 3–6, 9–7   |
| الوصافة | 1949  | ويمبلدون                  | تيد شرودر   | بانشو جونزاليس فرانك باركر  | 4–6, 4–6, 2–6             |
| الوصافة | 1950  | البطولة الفرنسية          | ديك سفيت    | كين ماكغريغور فرانك سيدجمان | 2–6, 6–2, 7–9, 5–7        |
| الوصافة | 1950  | البطولة الوطنية الأمريكية | بيل تالبرت  | جون بروميتش فرانك سيدجمان   | 5–7, 6–8, 6–3, 1–6        |
| الوصافة | 1951  | البطولة الفرنسية          | ديك سفيت    | كين ماكغريغور فرانك سيدجمان | 3–6, 4–6, 4–6             |
| الوصافة | 1953  | البطولة الوطنية الأمريكية | بيل تالبرت  | ريكس هارتويغ ميرفين روز     | 4–6, 6–4, 4–6, 2–6        |
| الفوز   | 1957  | ويمبلدون                  | بادج باتي   | نيل فريزر ليو هود           | 8–10, 6–4, 6–4, 6–4       |
| الوصافة | 1957  | البطولة الوطنية الأمريكية | بادج باتي   | أشلي كوبر نيل فريزر         | 6–4, 3–6, 7–9, 3–6        |

### الزوجي المختلط (الوصافة 1)
| الحصيلة | السنة | الدورة   | الشريك       | المنافس في النهائي           | النتيجة في النهائي |
| ------- | ----- | -------- | ------------ | ---------------------------- | ------------------ |
| الوصافة | 1956  | ويمبلدون | ألثيا جيبسون | شيرلي فراي ايرفين فيك سيكساس | 6–2, 2–6, 5–7      |

## روابط خارجية
- جاردنر مولوي على موقع رابطة محترفي التنس (الإنجليزية)
- جاردنر مولوي على موقع الاتحاد الدولي لكرة المضرب (الإنجليزية)
- جاردنر مولوي على موقع كأس ديفيز (الإنجليزية)
- جاردنر مولوي على موقع قاعة مشاهير كرة المضرب الدولية (الإنجليزية)
- جاردنر مولوي على موقع أرشيف التنس.كوم (الإنجليزية)
- جاردنر مولوي على موقع خلاصة التنس.كوم (الإنجليزية)
- جاردنر مولوي على موقع قاعة فلوريدا للمشاهير الرياضية (الإنجليزية)